# 2012-es salakmotor-világbajnokság
A 2012-es salakmotor-világbajnokság a Speedway Grand Prix éra 18., összességében pedig a széria 67. szezonja volt. Az idény március 31-én kezdődött Új-Zélandon a Western Springs  stadionban és Lengyelországban végződött a Rose Motoarena helyszínén október 6-án.
A bajnoki címet Chris Holder szerezte meg, Nicki Pedersennel és a címvédő Greg Hancockkal szemben.

## Versenyzők
A szezon során összesen 15 állandó versenyző vett részt a versenyeken. A résztvevők a következőképpen tevődtek össze:
- A 2011-es szezon első nyolc helyezettje automatikusan helyet kapott a mezőnyben.[4]
- Az idény előtt megrendezett Grand Prix Challenge három leggyorsabb versenyzője kvalifikálhatott a mezőnybe.[5]
- Az utolsó négy hely sorsáról a bajnokság promótere döntött, amely a tavalyi szezon eredménye alapján választott.[6]
- A mezőnyt továbbá szabadkártyás és helyettesítő résztvevők egészítették ki.

| #                        | Motorversenyző        | Továbbjutás        | Fordulók           |
| Állandó résztvevők       | Állandó résztvevők    | Állandó résztvevők | Állandó résztvevők |
| ------------------------ | --------------------- | ------------------ | ------------------ |
| 1                        | Greg Hancock          | automatikus        | összes             |
| 2                        | Andreas Jonsson       | automatikus        | összes             |
| 3                        | Jarosław Hampel       | automatikus        | 1–5, 10–12         |
| 4                        | Jason Crump           | automatikus        | összes             |
| 5                        | Tomasz Gollob         | automatikus        | összes             |
| 6                        | Emil Szajfutgyinov    | automatikus        | összes             |
| 7                        | Kenneth Bjerre        | automatikus        | 1–8                |
| 8                        | Chris Holder          | automatikus        | összes             |
| 9                        | Fredrik Lindgren      | kiválasztás        | összes             |
| 10                       | Nicki Pedersen        | kiválasztás        | összes             |
| 11                       | Chris Harris          | kiválasztás        | összes             |
| 12                       | Antonio Lindbäck      | kvalifikáció       | összes             |
| 13                       | Bjarne Pedersen       | kvalifikáció       | összes             |
| 14                       | Peter Ljung           | kvalifikáció       | összes             |
| 15                       | Hans Andersen         | kiválasztás        | összes             |
| Szabadkártyás résztvevők |                       |                    |                    |
| 16                       | Jason Bunyan          |                    | 1                  |
| 16                       | Przemysław Pawlicki   |                    | 2                  |
| 16                       | Josef Franc           |                    | 3                  |
| 16                       | Thomas H. Jonasson    |                    | 4, 10              |
| 16                       | Michael Jepsen Jensen |                    | 5, 11              |
| 16                       | Bartosz Zmarzlik      |                    | 6                  |
| 16                       | Jurica Pavlic         |                    | 7                  |
| 16                       | Nicolas Covatti       |                    | 8                  |
| 16                       | Scott Nicholls        |                    | 9                  |
| 16                       | Maciej Janowski       |                    | 12                 |
| Pályatartalékok          |                       |                    |                    |
| 17                       | Václav Milík, Jr.     |                    | 3                  |
| 17                       | Peter Kildemand       |                    | 5                  |
| 17                       | Dino Kovacic          |                    | 7                  |
| 17                       | Kim Nilsson           |                    | 10                 |
| 18                       | Mikkel B. Jensen      |                    | 5                  |
| 18                       | Linus Sundström       |                    | 10                 |
| Helyettesítő résztvevők  |                       |                    |                    |
| 19                       | Martin Vaculík        |                    | 6–10, 12           |
| 20                       | Krzysztof Kasprzak    |                    | 9, 11              |

Megjegyzések:
- Csak azok a helyettesítők és pályatartalékok szerepelnek a listán, akik legalább egy versenyen részt vettek a szezon során.

## Versenynaptár és eredmények
| Forduló | Dátum          | Helyszín                | Győztes               | Második            | Harmadik           | Negyedik           | Listavezető     | Előny |
| ------- | -------------- | ----------------------- | --------------------- | ------------------ | ------------------ | ------------------ | --------------- | ----- |
| 1       | március 31.    | Western Springs Stadion | Greg Hancock          | Jarosław Hampel    | Nicki Pedersen     | Jason Crump        | Greg Hancock    | 4     |
| 2       | április 28.    | Smoczyk Stadion         | Chris Holder          | Tomasz Gollob      | Jarosław Hampel    | Andreas Jonsson    | Jarosław Hampel | 2     |
| 3       | május 12.      | Markéta Stadion         | Nicki Pedersen        | Jason Crump        | Tomasz Gollob      | Greg Hancock       | Jason Crump     | 1     |
| 4       | május 26.      | Ullevi                  | Fredrik Lindgren      | Greg Hancock       | Chris Holder       | Thomas H. Jonasson | Greg Hancock    | 2     |
| 5       | június 9.      | Parken Stadion          | Jason Crump           | Fredrik Lindgren   | Greg Hancock       | Chris Harris       | Greg Hancock    | 2     |
| 6       | június 23.     | Jancarz Stadion         | Martin Vaculík        | Chris Holder       | Bartosz Zmarzlik   | Tomasz Gollob      | Greg Hancock    | 9     |
| 7       | július 28.     | Stadion Milenium        | Nicki Pedersen        | Andreas Jonsson    | Tomasz Gollob      | Jurica Pavlic      | Greg Hancock    | 6     |
| 8       | augusztus 11.  | Pista Olimpia           | Antonio Lindbäck      | Emil Szajfutgyinov | Greg Hancock       | Martin Vaculík     | Greg Hancock    | 10    |
| 9       | augusztus 25.  | Millennium Stadion      | Chris Holder          | Krzysztof Kasprzak | Antonio Lindbäck   | Fredrik Lindgren   | Greg Hancock    | 1     |
| 10      | szeptember 8.  | G&B Stadion             | Tomasz Gollob         | Chris Holder       | Antonio Lindbäck   | Nicki Pedersen     | Chris Holder    | 8     |
| 11      | szeptember 22. | Speedway Center         | Michael Jepsen Jensen | Nicki Pedersen     | Emil Szajfutgyinov | Jason Crump        | Chris Holder    | 2     |
| 12      | október 6.     | Rose Motoarena          | Antonio Lindbäck      | Tomasz Gollob      | Greg Hancock       | Chris Holder       | Chris Holder    | 8     |

## Végeredmény
Pontrendszer
A résztvevők a teljes forduló során szerezhetnek pontokat, így lehetséges, hogy nem az első helyezett szerzi a legtöbb pontot. A versenyzők a következőképpen szerezhetnek pontokat:
| Pozíció | 1. | 2. | 3. | 4. |
| Pont    | 3  | 2  | 1  | 0  |
| ------- | -- | -- | -- | -- |

| Pozíció | Versenyző             | NZL | EUR | CZE | SWE | DEN | POL | CRO | ITA | GBR | SCA | NOR | PL2 | Pont |
| ------- | --------------------- | --- | --- | --- | --- | --- | --- | --- | --- | --- | --- | --- | --- | ---- |
|         | Chris Holder          | 4   | 19  | 12  | 17  | 9   | 17  | 6   | 10  | 23  | 17  | 11  | 15  | 160  |
|         | Nicki Pedersen        | 13  | 10  | 19  | 14  | 9   | 7   | 19  | 10  | 11  | 11  | 20  | 9   | 152  |
|         | Greg Hancock          | 22  | 9   | 12  | 15  | 17  | 12  | 10  | 14  | 7   | 8   | 9   | 13  | 148  |
| 4.      | Tomasz Gollob         | 15  | 16  | 12  | 6   | 3   | 12  | 13  | 6   | 10  | 21  | 7   | 21  | 142  |
| 5.      | Emil Szajfutgyinov    | 8   | 7   | 10  | 12  | 11  | 10  | 7   | 19  | 12  | 11  | 15  | 11  | 133  |
| 6.      | Jason Crump           | 12  | 12  | 20  | 11  | 18  | 5   | 9   | 10  | 6   | 8   | 10  | 5   | 126  |
| 7.      | Antonio Lindbäck      | 13  | 4   | 9   | 5   | 3   | 6   | 6   | 16  | 12  | 18  | 11  | 19  | 122  |
| 8.      | Fredrik Lindgren      | 8   | 8   | 6   | 15  | 15  | 11  | 9   | 5   | 12  | 11  | 11  | 8   | 119  |
| 9.      | Andreas Jonsson       | 4   | 13  | 3   | 10  | 8   | 9   | 15  | 8   | 6   | 1   | 7   | 4   | 88   |
| 10.     | Hans Andersen         | 6   | 5   | 6   | 3   | 4   | 7   | 8   | 4   | 10  | 5   | 6   | 5   | 69   |
| 11.     | Martin Vaculík        | –   | –   | –   | –   | –   | 20  | 8   | 14  | 7   | 6   | –   | 12  | 67   |
| 12.     | Chris Harris          | 5   | 3   | 6   | 3   | 10  | 1   | 10  | 8   | 6   | 5   | 2   | 6   | 65   |
| 13.     | Bjarne Pedersen       | 7   | 2   | 6   | 4   | 10  | 4   | 5   | 3   | 2   | 6   | 7   | 3   | 59   |
| 14.     | Jarosław Hampel       | 18  | 15  | 6   | 7   | 0   | –   | –   | –   | –   | 6   | 3   | 3   | 58   |
| 15.     | Peter Ljung           | 4   | 6   | 5   | 6   | 8   | 7   | 0   | 8   | 0   | 5   | 6   | 2   | 57   |
| 16.     | Kenneth Bjerre        | 4   | 8   | 3   | 5   | 5   | 3   | 7   | 6   | –   | –   | –   | –   | 41   |
| 17.     | Michael Jepsen Jensen | –   | –   | –   | –   | 7   | –   | –   | –   | –   | –   | 15  | –   | 22   |
| 18.     | Krzysztof Kasprzak    | –   | –   | –   | –   | –   | –   | –   | –   | 13  | –   | 4   | –   | 17   |
| 19.     | Thomas H. Jonasson    | –   | –   | –   | 11  | –   | –   | –   | –   | –   | 5   | –   | –   | 16   |
| 20.     | Bartosz Zmarzlik      | –   | –   | –   | –   | –   | 13  | –   | –   | –   | –   | –   | –   | 13   |
| 21.     | Jurica Pavlic         | –   | –   | –   | –   | –   | –   | 12  | –   | –   | –   | –   | –   | 12   |
| 22.     | Josef Franc           | –   | –   | 9   | –   | –   | –   | –   | –   | –   | –   | –   | –   | 9    |
| 23.     | Maciej Janowski       | –   | –   | –   | –   | –   | –   | –   | –   | –   | –   | –   | 8   | 8    |
| 24.     | Scott Nicholls        | –   | –   | –   | –   | –   | –   | –   | –   | 7   | –   | –   | –   | 7    |
| 25.     | Przemysław Pawlicki   | –   | 7   | –   | –   | –   | –   | –   | –   | –   | –   | –   | –   | 7    |
| 26.     | Mikkel B. Jensen      | –   | –   | –   | –   | 4   | –   | –   | –   | –   | –   | –   | –   | 4    |
| 27.     | Nicolas Covatti       | –   | –   | –   | –   | –   | –   | –   | 3   | –   | –   | –   | –   | 3    |
| 28.     | Peter Kildemand       | –   | –   | –   | –   | 2   | –   | –   | –   | –   | –   | –   | –   | 2    |
| 29.     | Jason Bunyan          | 1   | –   | –   | –   | –   | –   | –   | –   | –   | –   | –   | –   | 1    |
| 30.     | Václav Milík, Jr.     | –   | –   | 0   | –   | –   | –   | –   | –   | –   | –   | –   | –   | 0    |
| 31.     | Dino Kovacic          | –   | –   | –   | –   | –   | –   | 0   | –   | –   | –   | –   | –   | 0    |
| 32.     | Kim Nilsson           | –   | –   | –   | –   | –   | –   | –   | –   | –   | 0   | –   | –   | 0    |
| 33.     | Linus Sundström       | –   | –   | –   | –   | –   | –   | –   | –   | –   | 0   | –   | –   | 0    |
| Pozíció | Versenyző             | NZL | EUR | CZE | SWE | DEN | POL | CRO | ITA | GBR | SCA | NOR | PL2 | Pont |

| Szín      | Eredmény                 |
| --------- | ------------------------ |
| Arany     | Győztes                  |
| Ezüst     | 2. helyezett             |
| Bronz     | 3. helyezett             |
| Sötétzöld | 4. helyezett             |
| Zöld      | A középdöntőben kiesett  |
| Fehér     | A selejtezőben kiesett   |
| Piros     | Nem vett részt a futamon |